# 科尔尼耶
科尔尼耶（法語：Cornillé，法語發音：[kɔʁnije]）是法国伊勒-维莱讷省的一个市镇，位于该省东部略偏南，属于富热尔-维特雷区。

## 地理
科尔尼耶（48°4'49"N, 1°18'25"W）面积12.47 平方千米，位于法国布列塔尼大區伊勒-维莱讷省，该省份为法国西北部沿海省份，位于布列塔尼半岛东部，北濒大西洋，西接阿摩尔滨海省和莫尔比昂省，南至大西洋卢瓦尔省，西南端接曼恩-卢瓦尔省，东临马耶讷省，东北与芒什省接壤。
与科尔尼耶接壤的市镇（或旧市镇、城区）包括：卢维涅德拜、圣欧班德朗德、圣迪迪耶、维莱讷河畔圣让、托尔塞。

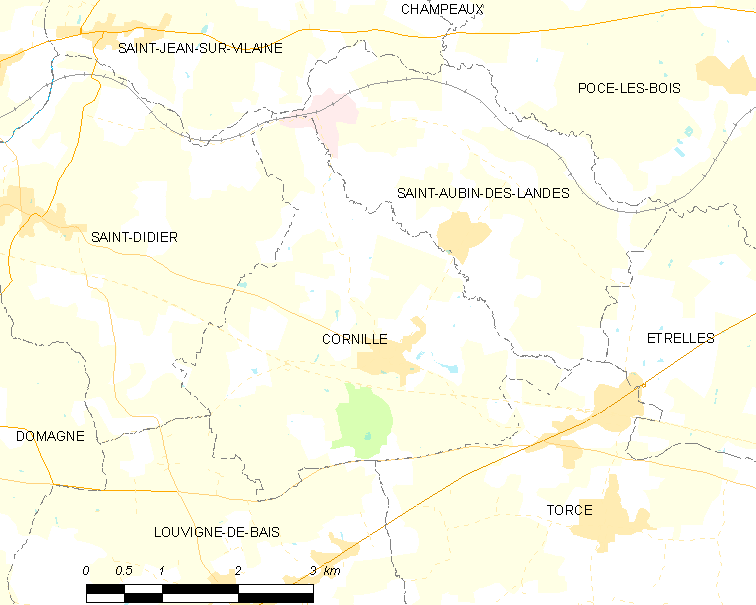
科尔尼耶的OSM定位图

科尔尼耶的时区为UTC+01:00、UTC+02:00（夏令时）。

## 行政
科尔尼耶的邮政编码为35500，INSEE市镇编码为35087。

## 政治
科尔尼耶所属的省级选区为维特雷县。

## 人口

1962-2008年间科尔尼耶人口变化图示

科尔尼耶于2022年1月1日时的人口数量为967人。